# フィンランド湾
フィンランド湾（フィンランドわん、フィンランド語: Suomenlahti、エストニア語: Soome laht、スウェーデン語: Finska viken、ロシア語: Фи́нский зали́в, tr. Finskiy zaliv; IPA: [ˈfʲinskʲɪj zɐˈlʲif]）は、バルト海東部にある湾である。北はフィンランド、東はロシア、南はエストニアに囲まれた東西約400kmの細長い湾である。エストニア北西のスピットハミとオスムサール島、そしてフィンランド最南端のハンコ半島南西端で囲まれた海域である。
フィンランド湾に面する主要都市は、北岸にフィンランドの首都ヘルシンキ、南岸にエストニアの首都タリン、湾の東奥にロシアのサンクトペテルブルクがある。サンクトペテルブルクにはプリモルスクなどロシアの戦略上、重要な港がある。
東西に長いフィンランド湾は面積約3万平方km、平均水深40m程で、冬は氷結する。ロシアのネヴァ川はフィンランド湾へ流入し、同じくロシアのラドガ湖とボルガ川は、ヴォルガ・バルト水路により、フィンランド湾と結ばれている。湾の東奥に位置するネヴァ湾はロシアのコトリン島をはじめ大小多くの島がある多島海である。

## 地理

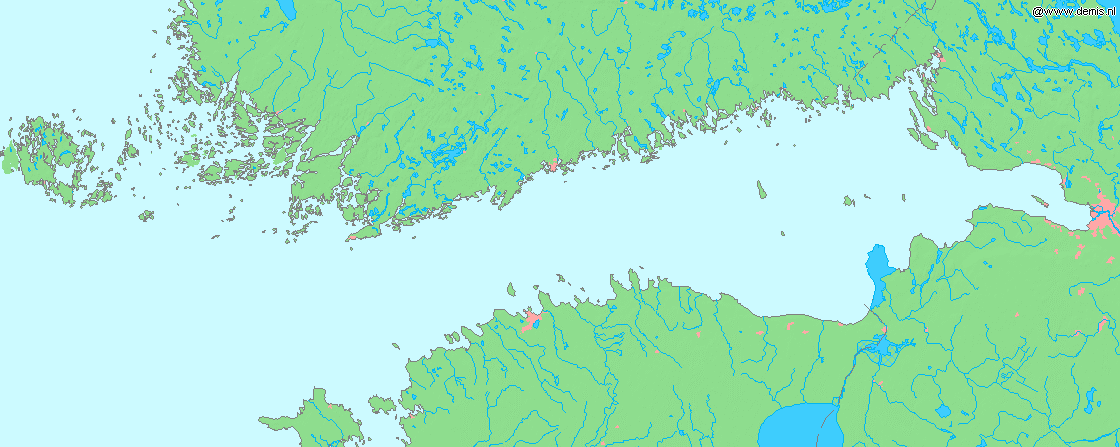
フィンランド湾、湾の周辺の青色部は湖沼

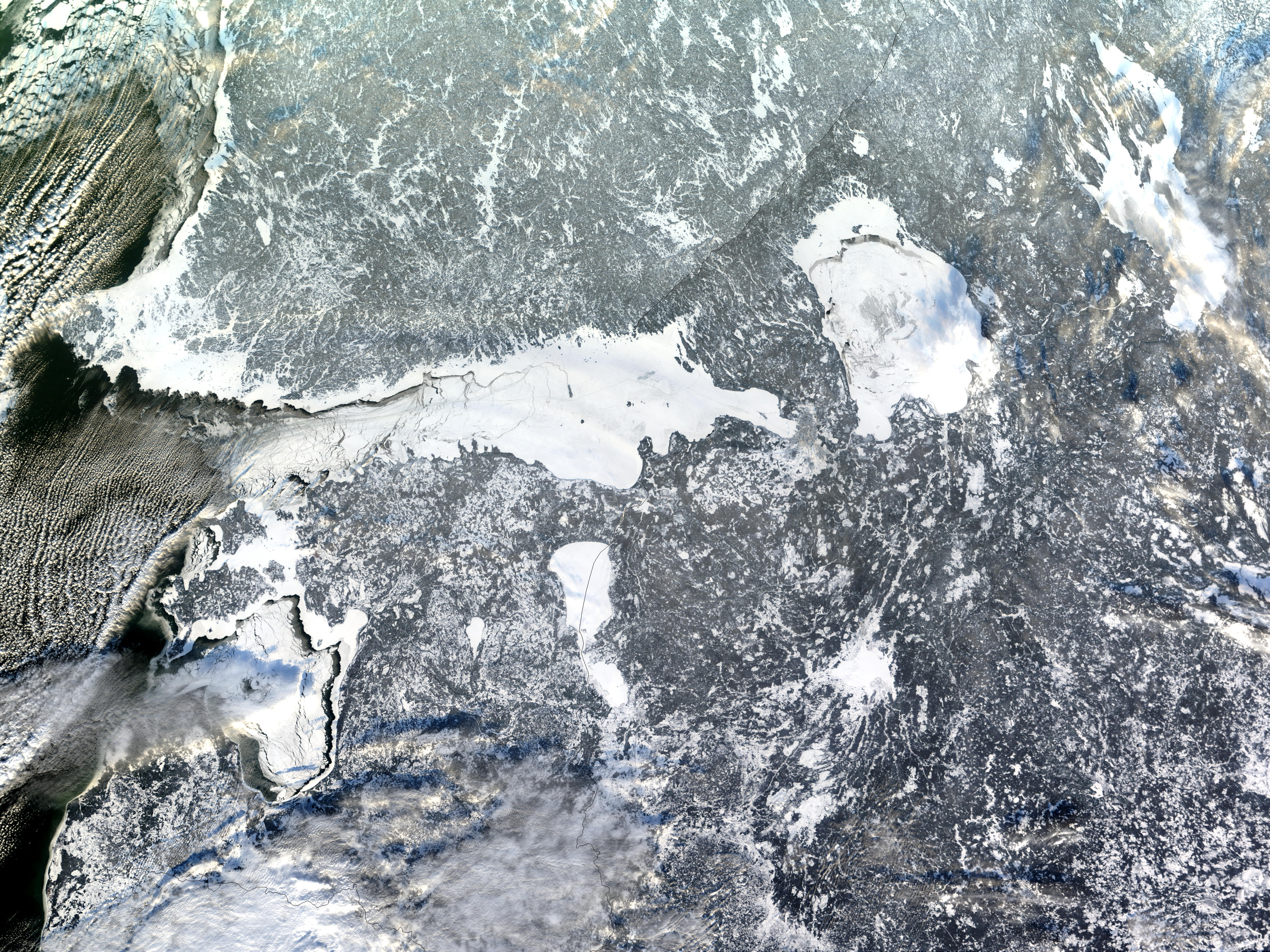
フィンランド湾の結氷を示す衛星画像、2003年1月。

面積は約3万平方km、東西はハンコ半島からサンクトペテルブルクまで400km、南北は湾口が70kmで最広部はモシュチヌイ島で130kmだが、湾内は奥へ次第に狭くネヴァ湾で13kmとなる。水深はやや浅く湾口から大陸へ次第に浅く、ナルヴァ＝ヨエスーで急激に浅くなり「ナルヴァの壁」とも称される。平均水深は38メートル (m) 、最深部は100mである。流量の3分の2を占めるネヴァ川をはじめ多くの河川がフィンランド湾へ注ぐために塩分濃度が低く、水面は0.2から5.8パーミルで水底は0.3から8.5パーミルである。平均水温は冬期に0度近く、夏期に水面で15から17度、水底で2から3度である。11月末から4月末に東から西へ結氷が伸びて1月末までに湾全体が結氷するが、暖冬時は一部で結氷する。強い西風が多く、荒波や増水、サンクトペテルブルクで洪水を引き起こすこともある。
湾の北岸は屈曲して小さな入り江や岩礁が多く、ヴィボルグが大湾でハンコ半島とポルッカラなど半島は少ない。海岸は大半が斜面で砂丘も多く、マツの木が点在する。南岸は水深が浅く海岸線は平坦だが、南岸全体は高さ55mのバルト・クリント絶壁である。湾東部はネヴァ湾まで続き、西はバルト海と合流する。
湾内は諸島や島嶼が多く、クロンシュタットがあるコトリン島、ベリョゾヴィエ諸島、リシイ島（Lisiy）、ヴィソツクに隣接するマリー・ヴィソツキー島、ゴーグラント島、モシュチヌイ島、ボルショイ・テュテルス島、ソンメルス島、ナイサール島、ケミオンサーリ島、コカル島、セスカル島、パクリ諸島などが位置する。
流入最大河川は東からネヴァ川、南からナルヴァ川、北からキュミ川である。ほかに南からケイラ川、ピリタ川、イェガラ川、クンダ川、ルーガ川、シスタ川、コヴァシ川、北からセストラ川、ポルヴォー川、ヴァンター川などが流入し、サイマー湖とサイマー運河で結ばれる。
1700年以降にロシアは、フィンランド湾に人工要塞を19島築いた。海路からの攻撃防御が目的で、1700年から1721年までの大北方戦争を期に建設を加速した。アレクサンドル砦、クラスナヤ・ゴルカ砦、イノ砦、トートレーベン砦（Totleben）、クロンシュロット砦（Kronshlot）などがある。

## 地質史
約3億から4億年前の古生代、現代のフィンランド湾にあたる場所はその全体が海となっていた。現代の地形は氷河活動によるものであり、氷河の後退によりリットリナ海が形成したが、その水位は現代のバルト海より7から9メートル高い。紀元前約2千年、海の水位が下がったことで浅瀬がそのまま島嶼になった。バルト楯状地の上昇によりフィンランド湾の形状に変化が生じ、北岸が南岸よりもはるかに高い地形が形成した。
|                                                |                                  |                                                      |                                      |
| コマロヴォ近くのフィンランド湾海岸、2006年撮影 | ヘルシンキ近くの島嶼、2008年撮影 | 聖オラフ教会から眺望できるフィンランド湾、2008年撮影 | フィンランド湾にいる漁師、2004年撮影 |

|                                  |                                                        |                                          |
| 冬のクロンシュタット、2008年撮影 | フィンランド湾から見る、ネヴァ川のパノラマ、2008年撮影 | コトカから見るゴーグラント島、2006年撮影 |

## 生物

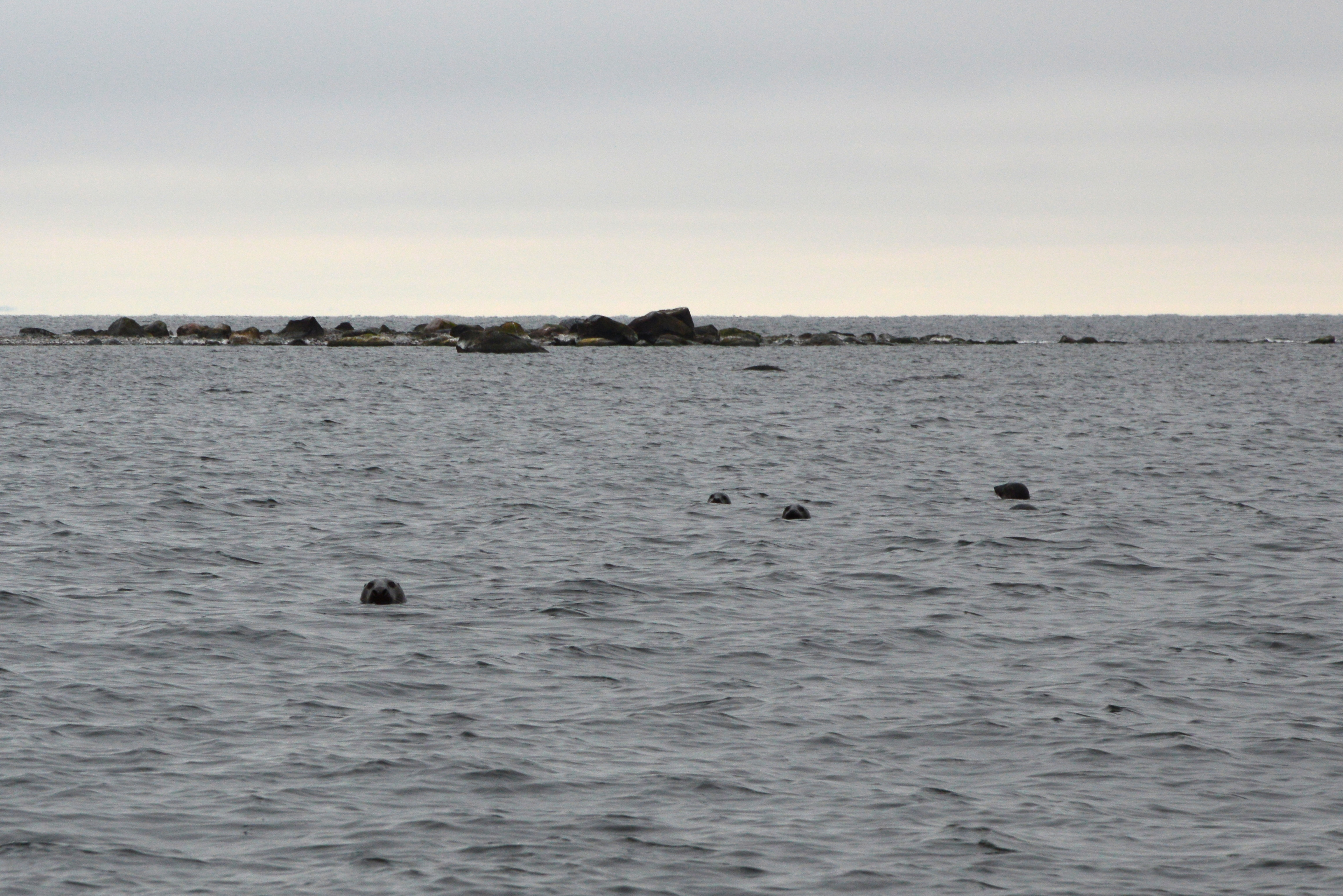
エストニア領のマルシ諸島はフィンランド湾におけるハイイロアザラシの主な生息地である。

フィンランド湾の気候は湿潤大陸性気候となっており、夏は温暖か暑い気候であるが冬は寒く、厳しい冬となることもある。年間を通して降水する。植物は球果植物と落葉性植物が多い森のほか、沿岸では木も少ない牧草地や崖となっている。森で多く見られる植物はマツ、オウシュウトウヒ、カバノキ、ヤナギ、ナナカマド、ヤマナラシ、セイヨウヤマハンノキ、セイヨウハンノキ、オーク、セイヨウネズなどである。草原および湿地にはLiparis loeselii、ミズゴケ属などが見られる。湾の東部の奥地ではガマ属、ヨシ属が主であるが、セイヨウスイレン、セイヨウコウホネ、Carex acuta（スゲ属の一種）、イグサなどの水草もある。湾の浅瀬にはカワツルモやイバラモなどが生息する。
フィンランド湾に生息する魚にはタイセイヨウサケ、Zoarces viviparus（ナガガジ属の一種）、ハゼ、Leucaspius delineatus（ウグイ亜科の1種）、ドジョウ、チャブ、ミノー、シルバーブリーム、デイス、ラッフ、ヨーロッパブナ、トゲウオ、ニシキュウリウオ、ラッド、ブラウントラウト、テンチ、ヨウジウオ類、カワメンタイ、ヨーロピアンパーチ、ヨーロッパカマツカ、セダカダンゴウオ、ローチ、ヤツメウナギ、モトコクチマス、ガーフィッシュ（ダツの一種）、ホワイトフィッシュ、ブリーム、パイクパーチ、Leuciscus idus（コイ科の一種）、ノーザンパイク、タイリクシマドジョウ、ヨーロピアンスプラット、タイセイヨウニシン、Pelecus cultratus、ブリーク、ヨーロッパウナギ、タイセイヨウダラがある。フィンランド湾における商業漁獲は春と秋に行われる。ハイイロアザラシとワモンアザラシも見られるが、ワモンアザラシについては稀にしか見られない。
沿岸一帯はハマシギ、オグロシギ、アカアシシギ、ウズラクイナ、コモンクイナ、コオリガモ、コハクチョウ、オオハクチョウ、ミコアイサ、オオハシウミガラス、ハジロウミバト、オニアジサシ、ツル、ガン、カモメなどの渉禽類、水鳥、海鳥の生息地である。また、オスムサール島一帯はナッタージャックヒキガエルの産卵場でもある。
沿岸にラムサール条約登録地が多く、エストニア側は入口付近のオスムサール島だけがあるが、ロシア側はクルガリスキー半島、サンクトペテルブルク付近の南海岸とベリョゾヴィエ諸島の3か所、フィンランド側はキルコン＝ヴィルッキレントゥラ湾、キルッコイェルヴィ湖とルピンラフティ湾、イットレ・アスプシェル島を含むアスプシェル諸島、ペルナヤンラフティ湾、ポルヴォー川三角江、セダーシェリンおよびローンゲレニン諸島、ヘルシンキとエスポー付近のヴァンハンカウプンギンセルケ湾とラーヤラフティ湾、ハンコ半島とタンミサーリなどがある。

## 歴史

### 中世まで
フィンランド湾海岸では9千年前までたどれる遺跡が見つかっている。氷河の後退によりリットリナ海が形成、リットリナ海の水位も下がると人類がフィンランド湾海岸に住むようになった。1905年以降、セストラ川の河口で新石器時代の集落の遺跡が約11か所見つかっている。これらの遺跡で鏃と石英製のこて、多くの食器、たき火のあとなどが見つかっているが、いずれも農業や畜産ではなく狩猟を示す証拠となっている。

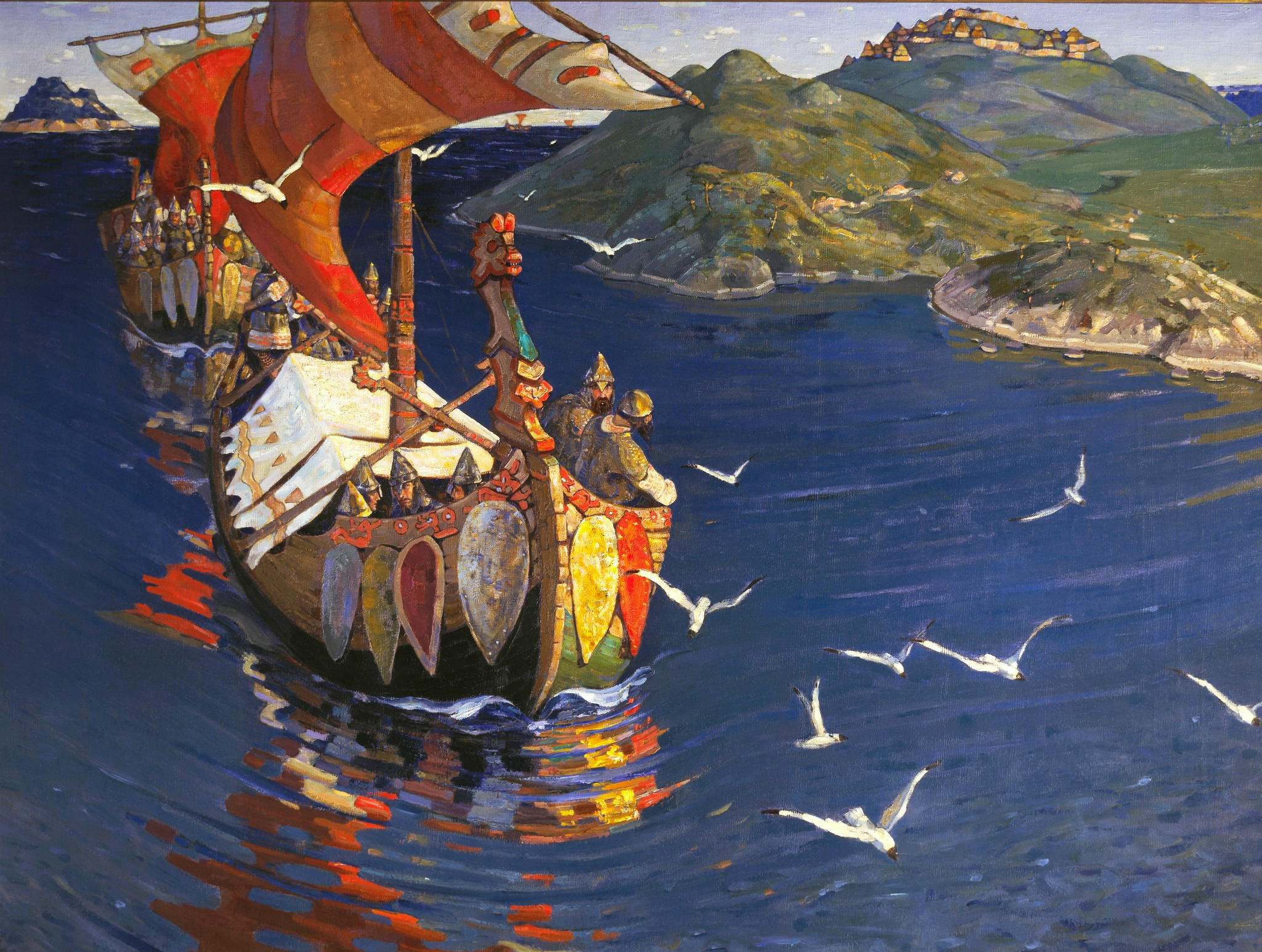
海を越えて来た客、ニコライ・リョーリフ作、1899年。

その後、フィン・ウゴル系民族がフィンランド湾海岸に住むようになった。エスティ族（またはチュヂ族）が現エストニアにあたる地域に住み、ヴォート人が湾の南に住み、イジョラ人がネヴァ川の南に住んだ。コレラ部族はラドガ湖の西に定住した。8世紀と9世紀の間には東スラヴ人、特にスロヴェネ族とクリヴィチ族がネヴァ川両岸とフィンランド湾海岸に住むようになった。東スラヴ人は焼畑農業、畜産、狩猟、漁業を行った。8世紀から13世紀までの間、フィンランド湾とネヴァ川はスカンディナヴィアから東ヨーロッパを通って東ローマ帝国に向かう水路の一部となった。
9世紀以降、湾の東岸がノヴゴロド公国領になり、「ヴォツカヤ・ピャティナ」（Vodskaya Pyatina）と呼ばれた。1219年の十字軍とリンダニセの戦いの結果、エストニア北部がデンマーク領エストニアとなった。12世紀、レヴァル市（ラテン語: Revalia、ロシア語: Колыва́нь、現タリン）が成立した。1343年のエストニア蜂起により、エストニア北部はドイツ騎士団に奪われ、デンマークも1346年にその売却を決定した。リヴォニア戦争中の1559年、テッラ・マリアナのカトリック・エーゼル＝ヴィーク司教区の司教が領地を3万ターラーでデンマーク王フレゼリク2世に売却した。フレゼリク2世はこの領地を弟のマグヌスに与え、マグヌスは1560年に軍を率いてサーレマー島に上陸した。サーレマー島全体は1573年にデンマーク領になり、1645年にスウェーデンに割譲された。
12世紀と13世紀の間、フィンランド湾の北部にあるフィンランドの部族はスウェーデン人に征服され、スウェーデン人は続いてスラヴ人の征服に取り掛かった。両部族のはじめての遭遇は1142年にスウェーデン船60隻がロシア商船3隻に攻撃したときとされている。1256年にスウェーデンからの攻撃を受けた後、アレクサンドル・ネフスキー率いるロシア軍は氷結したフィンランド湾を渡って現代のフィンランドにあたるスウェーデン領を襲撃した。1293年、スウェーデンのトルケル・クヌートソンがヴィボルグ城とヴィボルグ市を建設したが、ヴィボルグ城の領有をめぐってスウェーデンとノヴゴロド共和国が数十年間にわたって抗争し、1323年のノーテボリ条約でスウェーデン領となることで決着した。その後、ヴィボルグは1495年から1497年までのロシア・スウェーデン戦争ではダニール・シェニャによる長期間の包囲に耐えた。ヴィボルグの貿易特権は1403年にエーリク・ア・ポンメルン国王により特許状で正式に承認された。ヴィボルグは大北方戦争中の1710年にピョートル1世に占領されるまでスウェーデン領に留まった。
1323年のノーテボリ条約はスウェーデンとロシアの国境をセストラ川に定めた。15世紀、ノヴゴロド共和国のイジョラ人領だった土地がモスクワ大公国に帰属した。1550年、スウェーデン王グスタフ1世がヘルシングフォシュ（現ヘルシンキ）を創建した。ロシアが1610年から1617年までのイングリア戦争で敗北してストルボヴァの和約を締結すると、フィンランド湾とネヴァ川の領土がスウェーデン領イングリアの一部となった。その首都のニエンはネヴァ川の河口の三角州に位置した。

### 大北方戦争以降
1700年から1721年までの大北方戦争に勝利したことで、ロシアはフィンランド湾東部を奪回した。1703年5月16日、ニエンの近く、同じくネヴァ川の河口でサンクトペテルブルクが創建され、1712年にはロシアの首都にもなった。サンクトペテルブルクをスウェーデン艦隊の攻撃から守るべく、1704年5月にはコトリン島近くで人工島が作られ、そこでクロンシュロット要塞が築かれた。1705年までにさらに5要塞が築かれ、クロンシュタット市を形成した。これらの要塞は同時代の人々に「ロシアのダーダネルス海峡」と呼ばれ、フィンランド湾の制海権を得るために設計されたものだった。
1710年、フィンランド湾南岸でペテルゴフとオラニエンバウムが創設された。1714年7月27日、ハンコ半島近くで行われたハンゲの海戦においてロシア海軍がスウェーデン艦隊に大勝した。大北方戦争は1721年のニスタット条約により終結、ロシアはネヴァ川沿岸とフィンランド湾両岸の領地、エストランド、スウェーデン領リヴォニア、そしてヴィボルグを含むカレリア地峡西部を得た。しかし、フィンランドはスウェーデンに返還された。ロシア・スウェーデン間の戦争は1788年から1790年までのグスタフ3世のロシア戦争で再開、1788年7月6日にはゴーグラント島近くでフーグランド島の海戦が起こった。この戦闘も戦争も決着がつけられることはなく、結果的には領土変更なしとなった。なお、この戦争ではスヴェンスクスンドの海戦という戦闘が起こったが、こちらは「フィンランド湾の海戦」と呼ばれることもある。
次のロシア・スウェーデン戦争は1808年から1809年までのフィンランド戦争である。戦争の結果はフレデリクスハムンの和約によりフィンランドとオーランド諸島がロシアに割譲された。1809年に新しく成立したフィンランド大公国はロシア帝国の枠内で大幅な自治を得、西カレリアがフィンランドに返還された。1917年12月6日、フィンランド議会はフィンランド独立宣言を採択した。1939年から1940年までの冬戦争により西カレリアがソビエト連邦に併合された。
一方、エストニアは1918年2月24日に独立を宣言、エストニア独立戦争を戦った。エストニア共和国は1940年まで存続した後、ソビエト連邦に併合された。1991年にソビエト連邦が崩壊すると、エストニアが独立を回復した。
|              |                                               |                                                             |
| ハンゲの海戦 | フーグランド島の海戦 ルイ・ジャン・デプレ作。 | ヴィボルグ湾の海戦 イヴァン・アイヴァゾフスキー作、1846年。 |

1939年11月30日、ソビエト連邦がフィンランドとの間の不可侵条約を破棄して冬戦争を始めると、ソ連軍は湾内のセイスカリ島などに上陸を開始、フィンランドは領土を失った。
さらに第二次世界大戦を通じてフィンランド湾ではいくつかの大規模な海戦が起こった。1941年8月、ソビエト連邦のタリン撤退において、ソ連のバルト海艦隊がタリンからクロンシュタットへ撤退しようとしたが、ドイツ軍に駆逐艦5隻、潜水艦2隻、警備艦3隻、掃海艦2隻、砲艦2隻、高速魚雷艇1隻、そして輸送船と支援船43隻を沈められるという大損害を被った。沈没船のうち数隻はまだユミンダ岬の近く、フィンランド湾の海底に残っており、ユミンダ岬にはこの海戦の死者の記念碑が立てられている。
1978年、サンクトペテルブルクを洪水から守るためのサンクトペテルブルク・ダム建設が始まったが、工事が6割まで進んだ段階となった1980年代末期にソ連崩壊と関連した財政の問題により工事が停止した。工事はその後、2001年に再開され、2011年8月までに完了した。

## 経済
フィンランド湾の南部はレニングラード原子力発電所のほか、多くの港や自然と歴史景観が存在する。航海はフィンランド湾で行われる主な経済活動である。フィンランド湾に面する主な港口都市とその取扱い品物は下記の通りである。
- ロシア：サンクトペテルブルク（英語版）（全種類）、クロンシュタット（コンテナ輸送）、ロモノソフ（一般貨物、コンテナ、金属）、ヴィボルグ（一般貨物）、プリモルスク（英語版）（石油製品）、ヴィソツク（英語版）（石油と石炭）、ウスト＝ルガ（英語版）（石油（英語版）、石炭、木材、コンテナ）[40]
- フィンランド：ヘルシンキ（コンテナ）、コトカ（コンテナ、木材、農業製品、ロシアへの貨物の再輸出）、ハンコ（コンテナ、車）、トゥルク（コンテナ、鉄道フェリー）[41]、キルピラハティ（フィンランド語版）（石油精製）
- エストニア：タリン（穀物、冷蔵庫、石油）、パルディスキ、シッラマエ

フィンランド湾はヴォルガ・バルト水路と白海・バルト海運河の一部であり、輸送される主な品物はコラ半島の燐灰石、カレリアの花崗岩と緑色岩、アルハンゲリスク州とヴォログダ州の木材、チェレポヴェツの第一鉄、ドンバスとクズネツク盆地の石炭、ウラル山脈の黄鉄鉱、ソリカムスクの塩化カリウム、アブシェロン半島の石油、そしてロシアの多くの地域からの穀物である。
フィンランド湾の旅客輸送はにはフェリーの航路があり、フィンランドのヘルシンキとハンコ、オーランド諸島のマリエハムン、スウェーデンのストックホルムとカペルシャー、エストニアのタリンとパルディスキ、ドイツのロストック、ロシアのカリーニングラードなどを繋いでいる。
フィンランド湾において歴史的に行われてきた主な経済活動に漁業があり、特に北岸のヴィボルグ、プリモルスクの近く、および南岸のウスト＝ルガの近くで盛んである。主な商業漁獲はニシン、ヨーロピアンスプラット、Osmerus eperlanus（キュウリウオ属の一種）、モトコクチマス、ブリーム、ローチ、ペルカ、ヨーロッパウナギ、ヤツメウナギなどである。2005年時点ではサンクトペテルブルクとレニングラード州の漁船の漁穫だけで2千トンに上る。
2005年9月、ヴィボルグとドイツのグライフスヴァルトを繋ぐ天然ガスパイプラインであるノルド・ストリームの建設合意が締結された。その1系列目は2011年に稼働することが予想され、その予想通りに1系列目が2011年5月に完成、同年11月8日に稼働した。2系列目は2012年10月8日に稼働を開始した。
|                                      |                              |                                  |                                          |
| サンクトペテルブルク港、2003年撮影。 | タリン港の近く、2005年撮影。 | ヘルシンキの鳥瞰図、2004年撮影。 | サンクトペテルブルク・ダム、2007年撮影。 |

## 考古学

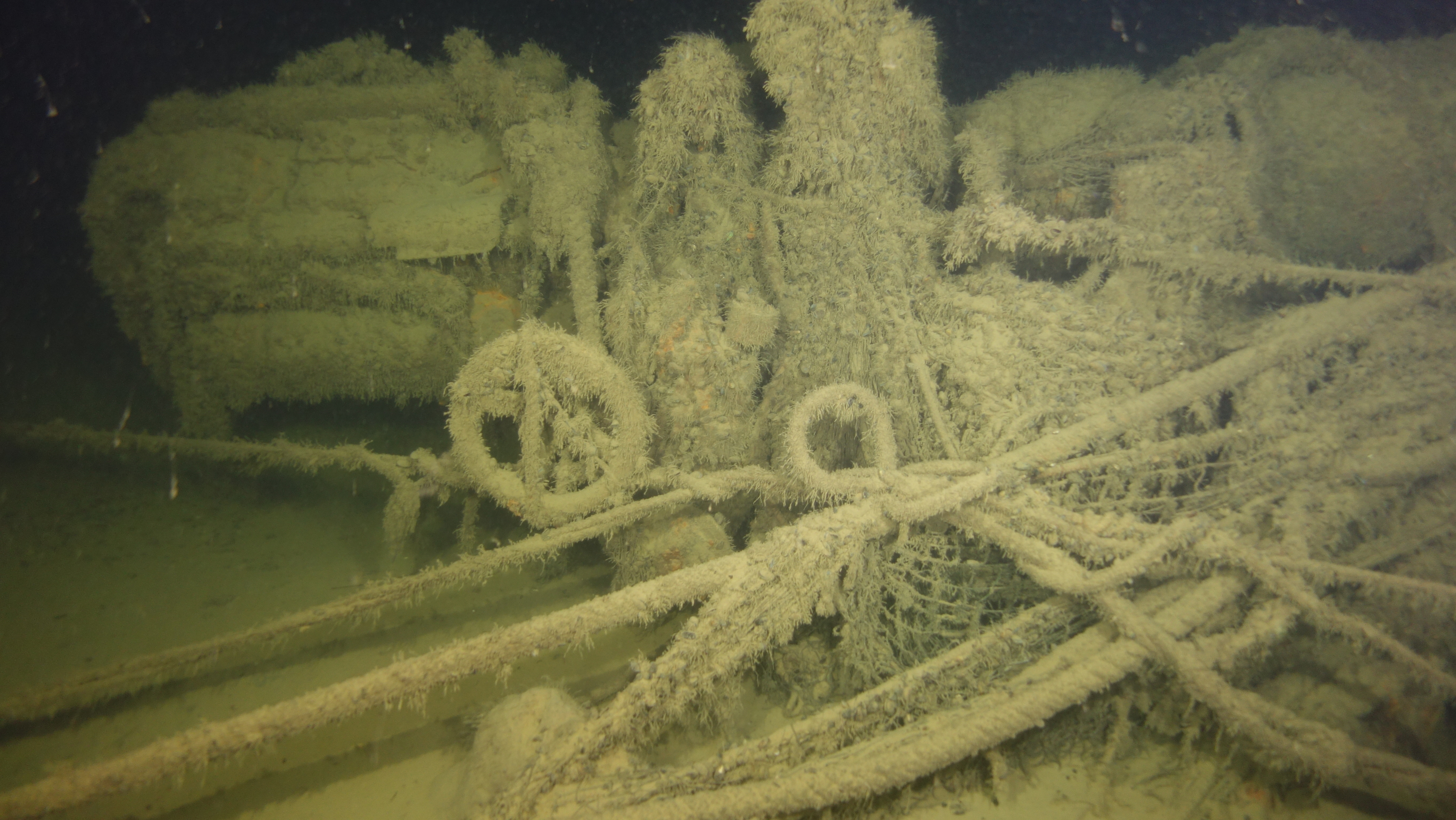
エストニアのオスムサール島近くにある、1916年に沈没したカザネツ。2013年撮影。

フィンランド湾の海底は世界最大の船の墓場の1つである。塩分濃度と水温が低くフナクイムシが存在しないため、沈没船の保存状態が良い。6世紀以降、主要な水道がフィンランド湾を通るようになり、8世紀から10世紀まで約3千トンの銀がフィンランド湾を通って輸送された。その後はスウェーデンとロシアの貨物輸送ルートの一部となった。当時、フィンランド湾では毎年沈没船を出しており、1743年秋にはロシアの軍艦17隻がフィンランドから戻る途中、わずか7時間で全て沈没した。また1747年夏にはナルヴァ近くで商船26隻がわずか4時間で沈没した。1721年、ロシア軍がフィンランドから撤退したとき、3か月の間で船100隻以上が失われており、うち64隻は一晩で失われていた。
1996年末までにフィンランド湾のロシア領に沈没物が5千件見つかっており、そのうち2,500件が船、1,500件が飛行機で、残りはボート、錨、タンク、トラクター、車、大砲、はては機雷、航空爆弾、魚雷などの弾薬まで見つかっている。沈没船の所有国はロシア（25％）、ドイツ（19％）、イギリス（17％）、スウェーデン（15％）、オランダ（8％）、フィンランド（7％）であり、残りの9％はノルウェー、デンマーク、フランス、アメリカ、イタリア、エストニア、ラトビアの船である。これらの沈没物は航海、漁業、沿岸の建設工事、パイプラインとケーブルの敷設などの活動に支障をきたす危険があり、また環境にも悪影響を与える。戦争中には爆弾がフィンランド湾に投下されており、第一次世界大戦中は38,932枚、ロシア内戦と冬戦争は約6万枚、第二次世界大戦中は85,000枚ほど投下され、後に撤去されたのはごく一部である。

## 公害問題

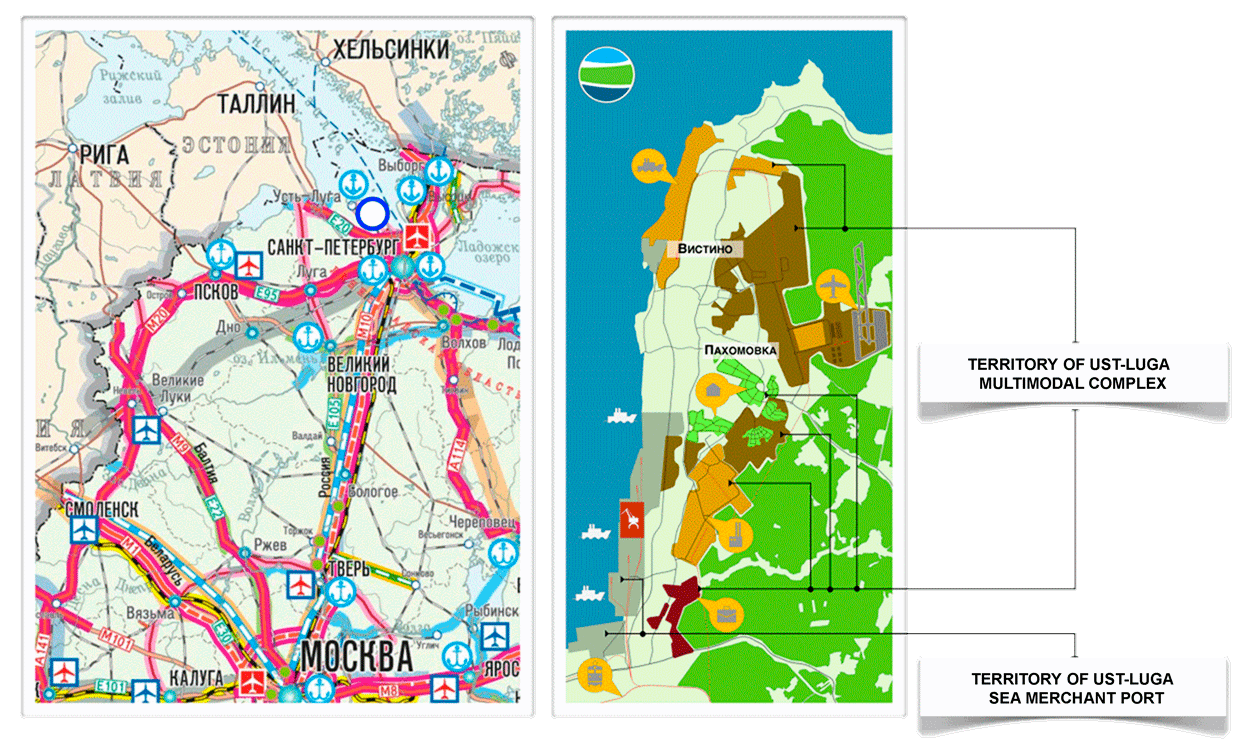
ロシア北西部のキンギセップ地区のソイキンスキー半島にあるウスト＝ルガ多目的団地の地図

フィンランド湾、ネヴァ湾とネヴァ川の生態環境の状態は良くなく、水銀と銅のイオン、農薬の有機塩素化合物、フェノール類、石油製品、多環芳香族炭化水素によりきわめて汚染されている。サンクトペテルブルクの汚水処理は1979年に始まり、1997年までに汚水の約74％が浄化された。2005年には85％が、2008年には91.7％が浄化され、2009年時点では2年後の2011年に主要な下水処理場の拡張が完了するとともに全ての汚水が浄化されると予想された。いずれにしても、2008年にはサンクトペテルブルクの省庁が当地の全ての砂浜は泳ぎに適しないと発表した。さらに2011年にサンクトペテルブルク市議会が同市の汚水処理場4か所のうち1か所の閉鎖を決定したことで、2016年の台風とハリケーンに伴う豪雨の処理が追い付かなくなった。
漁獲量は1989年から2005年までで9割減少した。環境汚染のほか、ダム建設などの工事も影響した。例えば、ウスト＝ルガとヴィソツクとヴィソツキー島で新しい港が建設されたことは魚の産卵を阻害した。ネヴァ湾の砂と砂利が採取されたことはOsmerus eperlanus（キュウリウオ属の一種）の産卵地を破壊した。
サンクトペテルブルク・ダムの建設により、ネヴァ湾とフィンランド湾東部の水交換が1割から2割減少、ネヴァ湾の汚染レベルが上がる結果となった。ダム建設に最も影響されたのはダムから5kmまでの海域である。サンクトペテルブルクとダムの間にある、もともと浅瀬となっていたところの一部が沼地と化した。湛水とそれに伴う植物の腐敗が水域の富栄養化をもたらす可能性もある。フィンランド湾における石油港の拡張とレニングラード原子力発電所の使用済み核燃料再処理工場が建設されたことも不安要素である。
クロンシュタット港はロシアがバルト海を通じて放射性廃棄物を輸入するための中継地点である。主に使用済み六フッ化ウランである放射性廃棄物はサンクトペテルブルクからさらにノヴォウラルスク、アンガルスクなどロシア東部の都市に輸送された。その中継地点はサンクトペテルブルクからその西方110kmにある、ロシア政府が2003年10月14日の第1491-r号大統領令で定めたロシア辺境防衛区に含まれるウスト＝ルガのウスト＝ルガ多目的団地に移転される予定である。移転が実施された場合、サンクトペテルブルクの環境汚染リスクが軽減されることとなる。また、ウスト＝ルガがロシア北西部における交通と物流の中枢となると見られた。しかし、2015年の続報では多くの発展計画が延期または破棄され、多目的団地の建設は始まってすらいないという。